# Это начиналось так...
«Это начиналось так...» — советский художественный фильм, снятый в 1956 году режиссёрами Яковом Сегелем и Львом Кулиджановым.

## Сюжет
На целину прибывает группа комсомольцев из Москвы. По прибытии они сталкиваются с бюрократизмом и безалаберностью в местном совхозе. В коллективе начинается разлад: одна часть коллектива идёт на большие заработки, другая — отказывается работать. После назначения на должность нового директора в совхозе начинается новая жизнь.

## В ролях
- Владимир Емельянов — Гришанин, директор совхоза
- Валентин Зубков — Василий Скворцов, бригадир
- Лилиана Алёшникова — Таня Громова
- Николай Довженко — Лёша Антонов
- Наталья Павлова — Женя Гришанина
- Владимир Ратомский — начальник милиции
- Ролан Быков — Вася Лапшин
- Борис Лифанов — Анисим Буркач, начальник
- Ольга Короткевич — Марья Буркач, жена Анисима
- Владимир Лебедев — Пётр Матвеевич, экспедитор
- Николай Сморчков — Геннадий, комсорг
- Борис Баташев — Борис Молчанов, агроном
- Ольга Аросева — Рая, повариха
- Юрий Архипцев — Саша
- Валериан Калинин — Завьялов
- Павел Волков — отец Алексея